# 耶莱娜·德斯波托维奇
耶莱娜·德斯波托维奇（1994年4月30日—），黑山女子手球运动员。她曾代表黑山国家队参加2020年夏季奥林匹克运动会女子手球比赛，获得第六名。